# Nocarodes humerosus
Nocarodes humerosus är en insektsart som beskrevs av Leo L. Mishchenko 1951. Nocarodes humerosus ingår i släktet Nocarodes och familjen Pamphagidae. Inga underarter finns listade i Catalogue of Life.